# Championnat du monde masculin de handball 1993
Navigation
Tchécoslovaquie 1990 Islande 1995
La treizième édition du championnat du monde masculin de handball a lieu en Suède du 10 au 20 mars 1993.
La Russie devient champion du monde pour la première fois (ou la seconde fois avec le titre de 1982 remporté par l'URSS) et confirme ainsi sa médaille d'or des Jeux olympiques de Barcelone (obtenue sous l'égide de l'équipe unifiée). Sur le podium, on retrouve les mêmes équipes qu'aux Jeux olympiques, mais la France profite du format de la compétition pour cette fois-ci devancer la Suède, tenante du titre.

## Présentation

### Choix du pays hôte
Le pays hôte a été désigné à l'occasion du XXIIe congrès de la Fédération internationale de handball qui s'est tenu à Séoul les 14 et 15 septembre 1988, quelques jours avant les Jeux olympiques. Deux fédérations se sont portées candidates à l'organisation du Championnat du monde 1993, la Suède et l'Islande, et pour ne léser aucune des deux, il a été décidé de l'octroyer à la Suède et, par anticipation du Congrès suivant, d'octroyer le Championnat du monde 1995 à l'Islande.

### Lieux de compétition
Sept lieux sont utilisés pendant la compétition :
- tour préliminaire : Umeå, Karlstad, Göteborg et Malmö ;
- tour principal : Halmstad et Stockholm ;
- poule de classement 13 à 16 : Eskilstuna ;
- phase finale : Stockholm.

### Qualifications
Seize équipes sont qualifiées pour la compétition :
| Équipe          | Motif de qualification                   | Commentaire                                                      |
| --------------- | ---------------------------------------- | ---------------------------------------------------------------- |
| Suède           | Pays hôte                                | Champion du monde en 1990 et vice-champion olympique 1992        |
| Russie          | 2e du Championnat du monde en 1990       | Remplace l'URSS, champion olympique 1992                         |
| Roumanie        | 3e du Championnat du monde 1990          | —                                                                |
| Yougoslavie     | 4e du Championnat du monde 1990          | Suspendu par l'IHF.                                              |
| Espagne         | 5e du Championnat du monde 1990          | —                                                                |
| Hongrie         | 6e du Championnat du monde 1990          | —                                                                |
| Tchécoslovaquie | 7e du Championnat du monde 1990          | Officiellement Équipe unie de République tchèque et de Slovaquie |
| Allemagne       | 8e du Championnat du monde 1990          | Remplace l'Allemagne de l'Est                                    |
| France          | 9e du Championnat du monde 1990          | Médaillé de bronze olympique en 1992                             |
| Norvège         | Vainqueur du Championnat du monde B 1992 | —                                                                |
| Autriche        | 2e du Championnat du monde B 1992        | —                                                                |
| Islande         | 3e du Championnat du monde B 1992        | —                                                                |
| Suisse          | 4e du Championnat du monde B 1992        | —                                                                |
| Danemark        | 5e du Championnat du monde B 1992        | Remplace la Yougoslavie                                          |
| Corée du Sud    | Vainqueur du Championnat d'Asie en 1992  | —                                                                |
| Égypte          | Vainqueur du Championnat d'Afrique 1992  | 2e qualification de l'Égypte après 1964                          |
| États-Unis      | Motif de qualification inconnu           | Représentant américain.                                          |

À noter l'absence de la Pologne qui n'a pas pu faire mieux qu'onzième au Championnat du monde 1990 puis au Championnat du monde B 1992.
La répartition des équipes dans les groupes est :
| Groupes  | Équipes             | Équipes         | Équipes         | Équipes      | Ville    |
| -------- | ------------------- | --------------- | --------------- | ------------ | -------- |
| Groupe A | Yougoslavie Espagne | Tchécoslovaquie | Autriche        | Égypte       | Umeå     |
| Groupe B | Roumanie            | Espagne France  | Norvège         | Suisse       | Karlstad |
| Groupe C | Suède               | Hongrie         | Islande         | États-Unis   | Göteborg |
| Groupe D | Russie              | Allemagne       | France Danemark | Corée du Sud | Malmö    |

### Formule et composition des groupes
Le tour préliminaire regroupe seize équipes réparties en quatre groupes de quatre équipes. Les trois premières sont qualifiées pour le tour principal tandis que les quatre équipes classées quatrièmes s'affrontent entre elles en matchs de classement à Eskilstuna.
Le tour principal regroupe douze équipes réparties en deux groupes de six équipes, les scores du tour préliminaires étant conservés. Les matchs se jouent à Halmstad et à Stockholm.
À l'issue du tour principal, il n'y a pas de matchs à éliminations (demi-finales), mais les deux équipes classées première de chaque groupe s'affrontent pour déterminer le champion du monde, les deux équipes classées deuxième s'affrontent pour la médaille de bronze et ainsi de suite jusqu'à la onzième place.

## Tour préliminaire

### Groupe A (Umeå)
|   | Équipe          | Pts | J | G | N | P | Bp | Bc | Diff |
| - | --------------- | --- | - | - | - | - | -- | -- | ---- |
| 1 | Espagne         | 5   | 3 | 2 | 1 | 0 | 58 | 48 | 10   |
| 2 | Tchécoslovaquie | 3   | 3 | 1 | 1 | 1 | 61 | 60 | 1    |
| 3 | Égypte          | 2   | 1 | 1 | 0 | 2 | 58 | 63 | -5   |
| 4 | Autriche        | 2   | 1 | 1 | 0 | 2 | 61 | 67 | -6   |

| Tchécoslovaquie - Égypte 20-21 (11-13) Espagne - Autriche 22-15 ( 9- 7) Autriche - Tchécoslovaquie 20-22 ( 8-12) Égypte - Espagne 14-17 ( 9- 8) Autriche - Égypte 26-23 (14- 9) Espagne - Tchécoslovaquie 19-19 (12-10) |

### Groupe B (Karlstad)
|   | Équipe   | Pts | J | G | N | P | Bp | Bc | Diff |
| - | -------- | --- | - | - | - | - | -- | -- | ---- |
| 1 | Suisse   | 4   | 3 | 2 | 0 | 1 | 65 | 59 | 6    |
| 2 | France   | 4   | 3 | 2 | 0 | 1 | 68 | 68 | 0    |
| 3 | Roumanie | 3   | 3 | 1 | 1 | 1 | 56 | 56 | 0    |
| 4 | Norvège  | 1   | 3 | 0 | 1 | 2 | 51 | 57 | -6   |

| Date         | Heure | Équipe 1 | Score           | Équipe   |
| ------------ | ----- | -------- | --------------- | -------- |
| 10 mars 1993 | 18h00 | France   | 24 – 26 (10-8)  | Suisse   |
| 10 mars 1993 | 20h00 | Roumanie | 15 – 15 (6-9)   | Norvège  |
| 12 mars 1993 | 18h00 | Suisse   | 18 – 19 (7-10)  | Roumanie |
| 12 mars 1993 | 20h00 | Norvège  | 20 – 21 (11-10) | France   |
| 13 mars 1993 | 14h00 | Norvège  | 16 – 21 (9-10)  | Suisse   |
| 13 mars 1993 | 16h00 | Roumanie | 22 – 23 (10-9)  | France   |

### Groupe C (Göteborg)
|   | Équipe     | Pts | J | G | N | P | Bp | Bc | Diff |
| - | ---------- | --- | - | - | - | - | -- | -- | ---- |
| 1 | Suède      | 6   | 3 | 3 | 0 | 0 | 73 | 51 | 22   |
| 2 | Islande    | 4   | 3 | 2 | 0 | 1 | 75 | 61 | 14   |
| 3 | Hongrie    | 2   | 3 | 1 | 0 | 2 | 73 | 63 | 10   |
| 4 | États-Unis | 0   | 3 | 0 | 0 | 3 | 53 | 99 | -46  |

| Suède - Islande 21-16 ( 9- 9) Hongrie - États-Unis 33-18 (16- 8) Islande - Hongrie 25-21 (11- 8) États-Unis - Suède 16-32 ( 9-13) Islande - États-Unis 34-19 (14- 7) Suède - Hongrie 20-19 (12- 9) |

### Groupe D (Malmö)
|   | Équipe       | Pts | J | G | N | P | Bp | Bc | Diff |
| - | ------------ | --- | - | - | - | - | -- | -- | ---- |
| 1 | Russie       | 5   | 3 | 2 | 1 | 0 | 78 | 55 | 23   |
| 2 | Allemagne    | 4   | 3 | 1 | 2 | 0 | 67 | 64 | 3    |
| 3 | Danemark     | 2   | 3 | 0 | 2 | 1 | 54 | 62 | -8   |
| 4 | Corée du Sud | 1   | 3 | 0 | 1 | 2 | 59 | 77 | -18  |

| Russie - Corée du Sud 33-18 (17- 6) Allemagne - Danemark 20-20 (10-11) Corée du Sud - Allemagne 25-28 (11-16) Danemark - Russie 18-26 (10-13) Corée du Sud - Danemark 16-16 (10- 9) Russie - Allemagne 19-19 ( 5-10) |

## Tour principal

### Groupe I (Halmstad)
|   | Équipe          | Pts | J | G | N | P | Bp  | Bc  | Diff |
| - | --------------- | --- | - | - | - | - | --- | --- | ---- |
| 1 | France          | 8   | 5 | 4 | 0 | 1 | 115 | 103 | 12   |
| 2 | Suisse          | 6   | 5 | 3 | 0 | 2 | 121 | 118 | 3    |
| 3 | Espagne         | 5   | 5 | 2 | 1 | 2 | 105 | 101 | 4    |
| 4 | Tchécoslovaquie | 5   | 5 | 2 | 1 | 2 | 104 | 110 | -6   |
| 5 | Roumanie        | 4   | 5 | 2 | 0 | 3 | 105 | 110 | -5   |
| 6 | Égypte          | 2   | 5 | 1 | 0 | 4 | 100 | 109 | -9   |

| Date         | Heure | Équipe 1        | Score           | Équipe          |
| ------------ | ----- | --------------- | --------------- | --------------- |
| 15 mars 1993 | 16h00 | Égypte          | 23 – 26 (09-12) | Suisse          |
| 15 mars 1993 | 18h00 | Espagne         | 20 – 16 (11-07) | Roumanie        |
| 15 mars 1993 | 20h00 | Tchécoslovaquie | 18 – 26 (07-13) | France          |
| 16 mars 1993 | 16h00 | Roumanie        | 27 – 26 (14-08) | Égypte          |
| 16 mars 1993 | 18h00 | Suisse          | 23 – 24 (13-10) | Tchécoslovaquie |
| 16 mars 1993 | 20h00 | France          | 23 – 21 (9-12)  | Espagne         |
| 18 mars 1993 | 16h00 | Égypte          | 16 – 19 (07-11) | France          |
| 18 mars 1993 | 18h00 | Tchécoslovaquie | 23 – 21 (11-12) | Roumanie        |
| 18 mars 1993 | 20h00 | Espagne         | 28 – 29 (10-16) | Suisse          |

### Groupe II (Stockholm)
|   | Équipe    | Pts | J | G | N | P | Bp  | Bc  | Diff |
| - | --------- | --- | - | - | - | - | --- | --- | ---- |
| 1 | Russie    | 9   | 5 | 4 | 1 | 0 | 131 | 98  | 33   |
| 2 | Suède     | 8   | 5 | 4 | 0 | 1 | 108 | 101 | 7    |
| 3 | Allemagne | 6   | 5 | 2 | 2 | 1 | 100 | 100 | 0    |
| 4 | Islande   | 4   | 5 | 2 | 0 | 3 | 103 | 114 | -11  |
| 5 | Danemark  | 3   | 5 | 1 | 1 | 3 | 102 | 117 | -15  |
| 6 | Hongrie   | 0   | 5 | 0 | 0 | 5 | 104 | 118 | -14  |

| Date         | Heure | Équipe 1  | Score           | Équipe    |
| ------------ | ----- | --------- | --------------- | --------- |
| 15 mars 1993 | 16h00 | Hongrie   | 22 – 29 (10-15) | Russie    |
| 15 mars 1993 | 18h00 | Islande   | 16 – 23 (05-10) | Allemagne |
| 15 mars 1993 | 20h00 | Suède     | 23 – 20 (13-09) | Danemark  |
| 16 mars 1993 | 16h00 | Danemark  | 22 – 21 (11-12) | Hongrie   |
| 16 mars 1993 | 18h00 | Russie    | 27 – 19 (12-09) | Islande   |
| 16 mars 1993 | 20h00 | Allemagne | 16 – 24 (07-09) | Suède*    |
| 18 mars 1993 | 16h00 | Hongrie   | 21 – 22 (07-12) | Allemagne |
| 18 mars 1993 | 18h00 | Islande   | 27 – 22 (13-07) | Danemark  |
| 18 mars 1993 | 20h00 | Suède     | 20 – 30 (08-11) | Russie    |

### Poule de classement 13 à 16 (Eskilstuna)
|    | Équipe       | Pts | J | G | N | P | Bp | Bc  | Diff |
| -- | ------------ | --- | - | - | - | - | -- | --- | ---- |
| 13 | Norvège      | 5   | 3 | 2 | 1 | 0 | 94 | 66  | 28   |
| 14 | Autriche     | 5   | 3 | 2 | 1 | 0 | 86 | 71  | 15   |
| 15 | Corée du Sud | 2   | 3 | 1 | 0 | 2 | 92 | 90  | 2    |
| 16 | États-Unis   | 0   | 3 | 0 | 0 | 3 | 62 | 107 | -45  |

| Autriche - États-Unis 31-19 (14-12) Corée du Sud - Autriche 29-32 (17-13) Autriche - Norvège 23-23 (12-13) Norvège - Corée du Sud 30-28 (11-13) États-Unis - Norvège 15-41 ( 6-22) États-Unis - Corée du Sud 28-35 (16-18) |

## Tour final

### Match pour la11eplace
| 19 mars 1993 18h00 | Égypte      | 25 – 29 (ap)   | Hongrie        | Globe Arena, Stockholm |
| 19 mars 1993 18h00 | ?           | (13–12, 22-22) | József Éles 14 | Globe Arena, Stockholm |
| 19 mars 1993 18h00 | Prol. : 3-7 |                |                | Globe Arena, Stockholm |

- Égypte : ?
- Hongrie[12] : János Szathmári – Attila Borsos 6, László Sótonyi 1, Attila Horváth, Richárd Mezei 2, József Éles 14, Kálmán Fenyő, Róbert Fekete , István Csoknyai 1, János Gyurka 3, Árpád Mohácsi, István Pásztor 2. Sélectionneur : László Kovács.

### Match pour la9eplace
| 19 mars 1993 20h00 | Roumanie | 23 – 27 | Danemark | Globe Arena, Stockholm |
| 19 mars 1993 20h00 | (13–14)  |         |          | Globe Arena, Stockholm |

- Roumanie : ?
- Danemark[13] : Christian Stadil Hansen (0), Erik Veje Rasmussen (5), Søren Kildelund Nielsen (1), Kim Keller Christensen (5), Nikolaj Bredahl Jacobsen (1), Kim G. Jacobsen (0), René Hamann-Boeriths (2), Jesper Ø. Pedersen (0), Frank Jørgensen (3), Michael Fenger (4), John Iversen (0), Jan Jørgensen (6).

### Match pour la7eplace
| 20 mars 1993 12h00 | Tchécoslovaquie | 22 – 21 | Islande                         | Globe Arena, Stockholm |
| 20 mars 1993 12h00 | Roman Bečvář 7  | (8–11)  | Sigurður Valur Sveinsson (de) 6 | Globe Arena, Stockholm |
| 20 mars 1993 12h00 | ×2              | Todor66 | ×0                              | Globe Arena, Stockholm |

- Tchécoslovaquie[5] : Mlesjarik ; Roman Bečvář (7), Suma (2), Bohumír Prokop (4), Martin Šetlík (2, ), Ľuboš Hudák, Zdeněk Vaněk (5) ; Michal Tonar (1), Hrabal, Cvicela ().
- Islande : Guðmundur Hrafnkelsson ; Gunnar Ágúst Beinteinsson  (2), Bjarki Sigurðsson (en) (2), Gunnarsson (1), G. Bjarnsson (1), Héðinn Gilsson (2), Geir Sveinsson ; Sigurður Valur Sveinsson (de) (6 dont 1 pén.), Sigurðsson (1), Johansson.

- Évolution du score : 1-1, 2-3, 2-5, 3-8, 5-10, 8-11 (mi-temps) ; 11-15, 15-16, 19-17, 19-20, 22-21.

### Match pour la5eplace
| 20 mars 1993 14h00 | Espagne            | 29 – 26              | Allemagne             | Globe Arena, Stockholm |
| 20 mars 1993 14h00 | José Manuel Paré 7 | (16–13)              | Christian Schwarzer 8 | Globe Arena, Stockholm |
| 20 mars 1993 14h00 | ×3                 | Todor66 Officiel IHF | ×3                    | Globe Arena, Stockholm |

- Espagne : Jaume Fort ; Javier Cabanas (1, ), Òscar Grau (1, ), Iñaki Urdangarin (4, ), Enric Masip (3 dont 2 pén.), Mateo Garralda (3, ), Fernando Barbeito (1) ; José Manuel Paré (7), Xavier O'Callaghan (2), Juan Alemany (6), Eugenio Serrano (1). Sélectionneur : Valero Rivera.
- Allemagne : Andreas Thiel, Jan Holpert ; Mike Fuhrig (2, ), Karsten Kohlhaas (4, ), Volker Mudrow (), Christian Schwarzer (8), Bernd Roos (2), Volker Zerbe (2), Jean Baruth (2) ; Klaus-Dieter Petersen (), Mark Nagel (2, ), Jörg Kunze (4 dont 2 pén.). Sélectionneur : Armin Emrich.

- Évolution du score : 2-3, 4-5, 7-6, 10-7, 12-10, 16-13 (mi-temps) ; 19-16, 22-19, 24-20, 27-24, 29-26

### Match pour la3eplace
| 20 mars 1993 16h00 | Suisse             | 19 – 26              | Suède        | Globe Arena, Stockholm Arbitrage : Hans et Jürgen Thomas |
| 20 mars 1993 16h00 | Marc Baumgartner 6 | (11–13)              | Per Carlén 7 | Globe Arena, Stockholm Arbitrage : Hans et Jürgen Thomas |
| 20 mars 1993 16h00 | ×3 ×1              | Todor66 Officiel IHF | ×2 ×0        | Globe Arena, Stockholm Arbitrage : Hans et Jürgen Thomas |

| 1                          | GB  | Peter Hürlimann  | 12 arrêts  |                           |
| 12                         | GB  | Rolf Dobler      | -          |                           |
| 3                          |     | Daniel Splenger  | 2          |                           |
| 4                          | ARD | Martin Rubin     | 5          | Carton jaune              |
| 5                          |     | Nicolas Christen | 2          |                           |
| 6                          |     | Urs Schärer      | -          |                           |
| 7                          |     | Roman Brunner    | 2          |                           |
| 9                          | ALG | Stefan Schärer   | 1          |                           |
| 10                         |     | Urs Eggenberger  | 1          | Carton jaune · Suspension |
| 11                         |     | Jens Meyer       | -          | Carton jaune              |
| 13                         | ARG | Marc Baumgartner | 6 (2 pén.) |                           |
| 14                         |     | Stefano Balmelli | -          |                           |
| Sélectionneur : Arno Ehret |     |                  |            |                           |

| 1                               | GB  | Mats Olsson            | -          |              |
| 16                              | GB  | Tomas Svensson         | 16 arrêts  | -            |
| 2                               | ARG | Robert Hedin           | 2 (2 pén.) |              |
| 3                               | DC  | Magnus Wislander       | 3          | Carton jaune |
| 5                               | ARG | Ola Lindgren           | 3          |              |
| 6                               | P   | Per Carlén             | 7          | Carton jaune |
| 7                               | ALG | Erik Hajas             | 4          |              |
| 8                               | ALG | Magnus Cato            |            |              |
| 9                               | ALD | Robert Venäläinen (de) |            |              |
| 10                              | ARG | Tony Hedin (de)        |            |              |
| 11                              | ALD | Pierre Thorsson        | 1          |              |
| 13                              | ARD | Stefan Olsson          | 6 (2 pén.) |              |
| Sélectionneur : Bengt Johansson |     |                        |            |              |

### Finale
| 20 mars 1993 18h00 CET | France               | 19 – 28                    | Russie                 | Globe Arena, Stockholm Affluence : 13 000 Arbitrage : Johansson & Kjellqvist |
| 20 mars 1993 18h00 CET | Lathoud, Stoecklin 4 | (11-13)                    | Koudinov, Dujshebaev 6 | Globe Arena, Stockholm Affluence : 13 000 Arbitrage : Johansson & Kjellqvist |
| 20 mars 1993 18h00 CET | ×4                   | Hand Action ABC de Sevilla | ×7 ×1                  | Globe Arena, Stockholm Affluence : 13 000 Arbitrage : Johansson & Kjellqvist |

| 1                                 | GB  | Christian Gaudin   | 4 arrêts       |                         |
| 12                                | GB  | Jean-Luc Thiébaut  | 6 arrêts       |                         |
| 3                                 | DEF | Pascal Mahé        | -              | Suspension · Suspension |
| 4                                 | ARD | Philippe Schaaf    | 2/5            | Suspension              |
| 5                                 | ARG | Frédéric Volle     | 1/4            |                         |
| 6                                 | ARG | Denis Lathoud      | 4/12           |                         |
| 11                                | ALG | Éric Quintin       | 0/1            |                         |
| 13                                | P   | Philippe Gardent   | 1/3            |                         |
| 14                                | ALD | Thierry Perreux    | 3/7            |                         |
| 15                                | DC  | Laurent Munier     | 2/2            | Suspension              |
| 17                                | DC  | Jackson Richardson | 2/4            |                         |
| 18                                | ARD | Stéphane Stoecklin | 4/5 (4/5 pen.) |                         |
| Sélectionneur : Daniel Costantini |     |                    |                |                         |

| 1                                 | GB  | Andreï Lavrov           | 14 arrêts       |                                                     |
| 12                                | GB  | Pavel Soukossian        | -               |                                                     |
| 2                                 | ARD | Igor Vassiliev          | 2/3             |                                                     |
| 3                                 | DC  | Dimitri Karlov (de)     | 2/2             | Suspension                                          |
| 7                                 | ALD | Andreï Antonevitch (de) | 3/4             | Suspension                                          |
| 8                                 | ALG | Valeri Gopine           | 5/6             |                                                     |
| 9                                 | ARG | Vassili Koudinov        | 6/11 (1/1 pen.) |                                                     |
| 10                                | DC  | Talant Dujshebaev       | 6/12            |                                                     |
| 11                                | P   | Dimitri Torgovanov      | 0/1             |                                                     |
| 13                                | ARG | Viatcheslav Atavine     | 2/2             | Suspension                                          |
| 14                                | P   | Oleg Grebnev            | 1/1             | Suspension · Suspension · Suspension · Carton rouge |
| 17                                | DC  | Oleg Kisselev           | 1/1             | Suspension                                          |
| Sélectionneur : Vladimir Maksimov |     |                         |                 |                                                     |

## Classement final
| Rang                      | Équipe          | J | G | N | P | Bp  | Bc  | Diff |
| ------------------------- | --------------- | - | - | - | - | --- | --- | ---- |
| Médaille d'or, monde      | Russie          | 7 | 6 | 1 | 0 | 192 | 135 | +57  |
| Médaille d'argent, Europe | France          | 7 | 5 | 0 | 2 | 155 | 151 | +4   |
| Médaille de bronze, monde | Suède           | 7 | 6 | 0 | 1 | 166 | 136 | +30  |
| 4                         | Suisse          | 7 | 4 | 0 | 3 | 162 | 160 | +2   |
| 5                         | Espagne         | 7 | 4 | 1 | 2 | 156 | 142 | +14  |
| 6                         | Allemagne       | 7 | 3 | 2 | 2 | 154 | 154 | 0    |
| 7                         | Tchécoslovaquie | 7 | 4 | 1 | 2 | 148 | 151 | –3   |
| 8                         | Islande         | 7 | 3 | 0 | 4 | 158 | 155 | +3   |
| 9                         | Danemark        | 7 | 2 | 2 | 3 | 145 | 156 | –11  |
| 10                        | Roumanie        | 7 | 2 | 1 | 4 | 143 | 152 | –9   |
| 11                        | Hongrie         | 7 | 2 | 0 | 5 | 166 | 161 | +5   |
| 12                        | Égypte          | 7 | 1 | 0 | 6 | 148 | 164 | –16  |
| 13                        | Norvège         | 6 | 2 | 2 | 2 | 145 | 123 | +22  |
| 14                        | Autriche        | 6 | 3 | 1 | 2 | 147 | 138 | +9   |
| 15                        | Corée du Sud    | 6 | 1 | 1 | 4 | 151 | 167 | –16  |
| 16                        | États-Unis      | 6 | 0 | 0 | 6 | 115 | 206 | –91  |

Les huit premières équipes sont qualifiées pour le Championnat du monde 1995. L'Islande, pays-hôte faisant partie des huit premiers,  le Danemark, neuvième, récupère la dernière place qualificative.

## Statistiques et récompenses

### Équipe-type
L'équipe-type de la compétition est, :
- Meilleur joueur (MVP) : Magnus Andersson,  Suède
- Gardien : Lorenzo Rico,  Espagne
- Ailier gauche : Valeri Gopine,  Russie
- Arrière gauche : Marc Baumgartner,  Suisse
- Demi-centre : Magnus Andersson,  Suède
- Pivot : Dimitri Torgovanov,  Russie
- Arrière droit : Mateo Garralda,  Espagne
- Ailier droit : Bjarki Sigurðsson (en),  Islande

### Statistiques
Le Suisse Marc Baumgartner est devenu le meilleur buteur de ce Championnat du monde en Suède, marquant 47 buts en sept matchs et devançant le Hongrois József Éles et ses 46 buts en sept matchs,. Viennent ensuite le Coréen Yoon Kyung-shin avec 41 buts en six matchs, le Russe Valeri Gopine avec 39 buts, l'Espagnol Mateo Garralda avec 38 buts et Sigurður Valur Sveinsson (de) a terminé sixième avec 37 buts. À noter que selon la Fédération internationale de handball (IHF), les trois premiers sont à égalité avec 41 buts marqués, mais Marc Baumgartner est bien crédité de 47 buts par la Fédération suisse de handball et József Éles totalise bien 46 buts. Le classement des buteurs est, :
| Rang | Joueur                        | Équipe       | Buts | MJ | BpM |
| ---- | ----------------------------- | ------------ | ---- | -- | --- |
| 1    | Marc Baumgartner              | Suisse       | 47   | 7  | 6,7 |
| 2    | József Éles                   | Hongrie      | 46   | 7  | 6,6 |
| 3    | Yoon Kyung-shin               | Corée du Sud | 41   | 6  | 6,8 |
| 4    | Valeri Gopine                 | Russie       | 39   | ?  | ?   |
| 5    | Mateo Garralda                | Espagne      | 38   | 7  | 5,4 |
| 6    | Sigurður Valur Sveinsson (de) | Islande      | 37   | ?  | ?   |
| 7    | Sameh Abdel-Warès             | Égypte       | 36   | ?  | ?   |
| 7    | Vassili Koudinov              | Russie       | 36   | ?  | ?   |
| 7    | Magnus Andersson              | Suède        | 36   | 5  | 7,1 |
| 10   | Andreas Dittert               | Autriche     | 33   | ?  | ?   |

Concernant les gardiens de but, l'Espagnol Lorenzo Rico a été le meilleur gardien du tournoi, arrêtant 79 tirs sur les 185 qu'il a reçus, soit 43% d'arrêts. Les Suédois Mats Olsson (43 arrêts sur 103 tirs) et Tomas Svensson (38 sur 95) complètent le podium. Le classement des gardiens de buts est, :
| Rang | Joueur                 | Équipe          | Arrêts/Tirs | % d'arrêts |
| ---- | ---------------------- | --------------- | ----------- | ---------- |
| 1    | Lorenzo Rico           | Espagne         | 79 / 185    | 42,7 %     |
| 2    | Mats Olsson            | Suède           | 43 / 103    | 41,7 %     |
| 3    | Tomas Svensson         | Suède           | 38 / 95     | 40,0 %     |
| 4    | Andreï Lavrov          | Russie          | ?           | 40 %       |
| 5    | Ľubomír Švajlen (de)   | Tchécoslovaquie | ?           | 38 %       |
| 5    | Ewald Humenberger (de) | Allemagne       | ?           | 38 %       |
| 7    | Peter Hürlimann        | Suisse          | ?           | 37 %       |
| 8    | Andreas Thiel          | Allemagne       | ?           | 36 %       |
| 8    | Guðmundur Hrafnkelsson | Islande         | ?           | 36 %       |
| 8    | Sorin Toacsen          | Roumanie        | ?           | 36 %       |

Concernant les passes décisives, le Suédois Staffan Olsson termine premier avec 23 passes décisives, devant le Suisse Martin Rubin et ses 20 passes décisives. L'Autrichien Andreas Dittert et l'Américain Darrick Heath ont terminé troisième avec 18 passes décisives. Le Hongrois János Gyurka (en) et le Danois Erik Veje Rasmussen ont tous deux réalisé 17 passes décisives, suivis de Gunnar Gunnarsson (en) avec 16 passes décisives.
Concernant les exclusions temporaires, l'Islandais Júlíus Jónasson a été le plus sanctionné avec 10 exclusions temporaires. Suivent avec 9 exclusions temporaires Martin Šetlík (en) (Tchécoslovaquie), Hossam Gharib (Égypte), Philippe Schaaf (France) et Roger Kjendalen (en) (Norvège). Concernant les équipes, les États-Unis ont été expulsés le moins souvent du terrain (11 exclusions temporaires) et sont suivis par la Suède (16 exclusions temporaires), la Suisse (20 exclusions temporaires), la Corée du Sud (23 exclusions temporaires), puis l'Autriche et l'Islande avec 24 exclusions temporaires. À l'opposé, la Tchécoslovaquie a été la plus sanctionnée avec 32 exclusions temporaires.

### Vice-champion du monde :

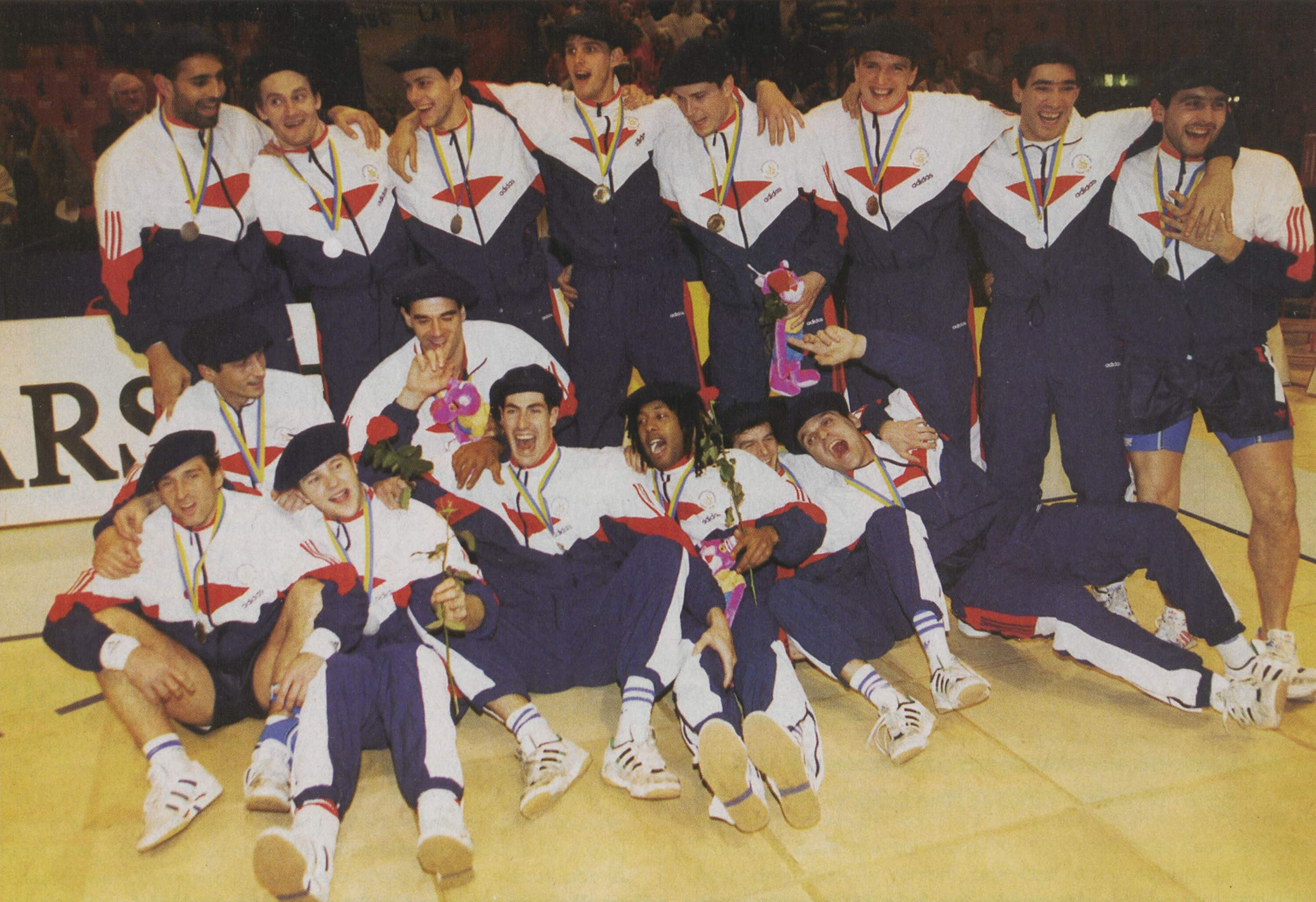
La France, vice-championne du monde.

### Troisième place :

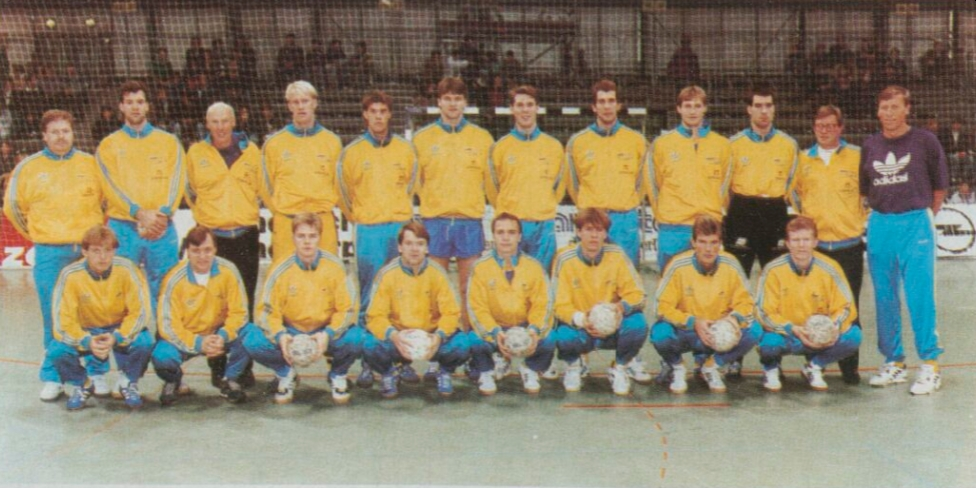
La Suède en 1993.

## Effectif des équipes sur le podium

### Champion du monde:Russie
- Andreï Antonevitch (de)
- Viatcheslav Atavine
- Talant Dujshebaev
- Dimitri Filippov
- Alexeï Frantsouzov (de)
- Valeri Gopine
- Viatcheslav Gorpichine
- Oleg Grebnev
- Dimitri Karlov (de)
- Oleg Kisselev
- Vassili Koudinov
- Andreï Lavrov
- Oleg Sapronov (de)
- Pavel Soukossian
- Dimitri Torgovanov
- Igor Vassiliev

Entraîneur
- Vladimir Maksimov

### Vice-champion du monde:France
- Philippe Gardent
- Christian Gaudin
- Philippe Julia
- Denis Lathoud
- Patrick Lepetit
- Pascal Mahé
- Gaël Monthurel
- Laurent Munier
- Frédéric Perez
- Thierry Perreux
- Éric Quintin
- Jackson Richardson
- Philippe Schaaf
- Stéphane Stoecklin
- Jean-Luc Thiébaut
- Frédéric Volle

Entraîneur
- Daniel Costantini

### Troisième place:Suède
- Magnus Andersson
- Anders Bäckegren
- Per Carlén
- Magnus Cato
- Erik Hajas
- Jerry Hallbäck (de)
- Robert Hedin
- Tony Hedin (de)
- Ola Lindgren
- Mats Olsson
- Staffan Olsson
- Tomas Svensson
- Pierre Thorsson
- Robert Venäläinen (de)
- Magnus Wislander

Entraîneur
- Bengt Johansson